# Campo Grande (Lisboa)
Campo Grande era una freguesia portuguesa del municipio de Lisboa, distrito de Lisboa.

## Historia
Fue suprimida el 8 de noviembre de 2012 en aplicación de una resolución de la Asamblea de la República portuguesa al pasar a formar parte de la freguesia de Alvalade.

## Patrimonio
- Cruzeiro das Laranjeiras
- Palacio del Conde de Vimioso
- Casa da Quinta da Pimenta
- Edificio de la Calle Occidental o Campo Grande, 101-103
- Edificio de la Biblioteca Nacional de Lisboa

## Equipamiento
En esta freguesia se encuentra la Ciudad Universitaria de Lisboa, el mayor campus de enseñanza superior del país y la Universidad de Lisboa. El lugar posee un intercambiador de metro, autobús y Taxis.